# هاوبت (جبل)
هاوبت (بالإنجليزية: Haupt (mountain))‏ هو أحد جبال سلسلة جبال الألب أوري وجزء من القمة الأم غلوغوس يقع في كانتون أوبفالدن، سويسرا. يبلغ ارتفاع الجبل حوالي 2313 متر، بينما يبلغ ارتفاع نتوء الجبل 145 متر.